# Helmut Hofmann (General)
Helmut Hofmann (* 1. Januar 1945 in Regensburg) ist ein Brigadegeneral außer Dienst des Heeres der Bundeswehr.

## Leben
Nach dem Abitur 1965 trat Hofmann im selben Jahr in die Bundeswehr ein, durchlief als Offizieranwärter die Offizierausbildung zum Offizier des Truppendienstes der Fernmeldetruppe und hatte erste Verwendungen ab 1968 als Zugführer in der 3. Kompanie des Fernmeldebataillons 51, von 1969 bis 1972 als Hörsaalleiter im Offizieranwärterlehrgang an der Fernmeldeschule des Heeres, von 1972 bis 1975 als Kompaniechef der Stabskompanie des Fernmeldestabes 60 und von 1975 bis 1977 als Offizier Elektronische Kampfführung (EloKaOffz) in der Stabskompanie des Fernmeldestabes 94.
Von 1977 bis 1979 absolvierte Hofmann den 20. Generalstabslehrgang Heer an der Führungsakademie der Bundeswehr in Hamburg, wo er zum Offizier im Generalstabsdienst ausgebildet wurde. Danach war er von 1979 bis 1981 Generalstabsoffizier für Militärisches Nachrichtenwesen (G2) im Stab der 4. Panzergrenadierdivision, von 1981 bis 1984 Referent im Bundesnachrichtendienst (legendiert als Verwendung beim Amt für Militärkunde), von 1984 bis 1987 als Fernmeldestabsoffizier Elektronische Kampfführung im Hauptquartier der Central Army Group der NATO, von 1998 bis 1989 als Bataillonskommandeur des Fernmeldebataillons 330, von 1989 bis 1992 als Referent im Führungsstab des Heeres III 5 im Bundesministerium der Verteidigung und von 1992 bis 1996 als Generalstabsoffizier für Führungsunterstützung (G6) im Stab des III. Korps bzw. nach dessen Auflösung im neu aufgestellten Heeresführungskommando. Von 1996 bis 1997 nahm er am Lehrgang am NATO Defense College in Rom teil.
1997 wurde Hofmann zum Brigadekommandeur der Führungsunterstützungsbrigade 900 und 1999 zum Brigadegeneral ernannt. Ab April 2000 war er in seiner letzten Verwendung Kommandeur der Fernmeldeschule und Fachschule des Heeres für Elektrotechnik sowie General der Fernmeldetruppe. Mit Ablauf des Jahres 2005 wurde er in den Ruhestand versetzt.
Hofmann ist verheiratet, römisch-katholisch und hat eine Tochter.